# Полистилистика
Полистили́стика (от поли + стиль) — эстетический принцип и техника музыкальной композиции, намеренное объединение в рамках одного музыкального произведения разнородных стилевых элементов.

## Краткая характеристика
Термин «полистилистика» чаще всего относят к музыке А. Г. Шнитке (который и ввёл этот термин в 1971 году), хотя как принцип композиторской эстетики полистилистика отмечается гораздо раньше, например, в музыке Ч. Айвза и К. Вайля. Первым сочинением, где Шнитке применил полистилистику, считается музыка к мультфильму А. Хржановского «Стеклянная гармоника» (1968), охватывающая элементы стилей в диапазоне от Баха до нововенской додекафонии. В творчестве 1970-х и 1980-х годов Шнитке применял полистилистику систематически.
Основные формы полистилистики: цитата (хорал из 60-й кантаты И. С. Баха в скрипичном концерте А. Берга), псевдоцитата (квазицитата; например, «Марш энтузиастов» И. О. Дунаевского в Первой симфонии Шнитке), аллюзия (финал Пятнадцатой симфонии Д. Д. Шостаковича после цитат из музыки Р. Вагнера во вступлении мелодия напоминает начало его оперы «Тристан и Изольда», но реально совпадает с началом романса «Не искушай» М. И. Глинки).
Некоторые исследователи трактуют понятие полистилистики расширительно, относя к ней различные проявления стилевой эклектики, в том числе, в рамках неоклассицизма и неоромантизма, но чаще всего к области полистилистики относят разностильность, характерную для постмодернизма («Гимны» К. Штокхаузена, «Симфония» Л. Берио, «Великий мертвиарх» Д. Лигети, сочинения В. Рима и С. Шаррино), и не относят вариации на заимствованную тему, использование народной мелодии или имитацию её стиля (хор поселян в опере «Князь Игорь» А. П. Бородина, российская песня «Стонет сизый голубочек» С. С. Прокофьева), инструментовку сочинения другого композитора, некоторые виды цитат (мелодия А. Э. М. Гретри в опере «Пиковая дама» П. И. Чайковского), неспособность выдержать единый стиль как признак незрелости художника.
Термин «полистилистика» характерен для российского музыкознания (особенно советского периода), в западных источниках систематически не применяется.